# Сыроватка, Владимир Иванович
Влади́мир Ива́нович Сырова́тка (22 октября 1931, с. Оболонь Оболонского района Полтавской области — 23 ноября 2021) — советский и российский учёный в области электромеханизации животноводства и кормопроизводства, машинных технологий приготовления комбикормов, академик ВАСХНИЛ (1990), академик РАН (2013).

## Биография
Окончил Харьковский институт механизации и электрификации сельского хозяйства (1956).
- 1956—1958 — зав. механической мастерской, главный инженер Овадновской МТС,
- 1958—1960 — преподаватель Рожищенского зооветеринарного техникума.
- 1960—1963 — аспирант ВНИИ электрификации сельского хозяйства (ВИЭСХ), защитил кандидатскую диссертацию «Исследование основных закономерностей процесса измельчения зерна в молотковой дробилке кормов»
- 1963—1964 — инженер Михайловского опорного пункта ВИЭСХ.
- 1964—1988 — старший научный сотрудник (1964—1966), заведующий лабораторией электрификации приготовления кормов (1966—1973), заместитель директора по научной работе (1973—1977), директор (1977—1987), заведующий лабораторией электротехнологии приготовления кормов (1986—1988) ВИЭСХ.
- с 1986 старший научный сотрудник (1988—1990), заместитель директора (1990—1996), с 1997 г. главный научный сотрудник — заведующий лабораторией ФГБНУ «Всероссийский научно-исследовательский институт механизации животноводства».

Доктор технических наук (1977, диссертация «Научно-технические основы и методы технологического расчета производственных линий приготовления комбикормов в колхозах и совхозах»), профессор (1981), академик ВАСХНИЛ (1990), академик РАН (2013).
Развивал новое научное направление — машинные технологии приготовления кормов, теорию измельчения с.-х. материалов, на базе которой созданы новые эффективные способы дробления зерна, смешивания микроэлементов и лекарств, приготовления высокогомогенных лечебных и азотированных кормов. Один из создателей принципиально новых кормоприготовительных машин.
Заслуженный деятель науки Российской Федерации. Изобретатель СССР. Награждён медалью «За трудовую доблесть», Почётной грамотой Президиума Верховного Совета РСФСР, медалями и дипломами ВДНХ и ВВЦ.
Скончался 23 ноября 2021 года.

## Основные работы
- Прогрессивные способы приготовления и хранения кормов / соавт. Е. В. Алябьев. — М.: Колос, 1970. — 224 с.
- Механизмы приготовления кормов: справ. / соавт.: А. В. Демин и др. — М.: Агропромиздат, 1985. — 367 с.
- Концепция развития технологий и технических средств для производства свинины / соавт. В. И. Ломов; Всерос. н.-и. и проект.-технол. ин-т механизации животноводства. — Подольск, 1997. — 62 с.
- Модель задачи многокритериального выбора технологий и технических средств приготовления комбикормов в хозяйствах / соавт.: Н. М. Морозов, М. Г. Теплицкий; Всерос. н.-и. и проект.-технол. ин-т механизации животноводства.- Подольск, 2004. — 41 с.
- Рекомендации по заготовке и использованию высоковлажного фуражного зерна / ГНУ Всерос. н.-и. и проект.-технол. ин-т механизации животноводства и др. — М., 2006. — 129 с.
- Технологическое и техническое обеспечение молочного скотоводства. Состояние, стратегия развития: рекомендации / соавт.: Ю. А. Иванов и др.; ФГНУ «Росинформагротех». — М., 2008. — 227 с.
- Стратегия машинно-технологического обеспечения производства продукции животноводства на период до 2020 года / соавт.: Ю. Ф. Лачуга и др.; ГНУ Всерос. н.-и. и проект.-технол. ин-т механизации животноводства. — Подольск, 2009. — 71 с.
- Машинные технологии приготовления комбикормов в хозяйствах: моногр. / ГНУ Всерос. н.-и. ин-т механизации животноводства. — М., 2010. — 247 с.
- Сельскохозяйственные машины: теория, расчет, конструкция, использование. Т.6. Машины для переработки сельскохозяйственной продукции. Кн.1 / соавт.: А. Н. Глобин и др.; Азово-Черномор. гос. агроинженер. акад. — Зерноград, 2011. — 455 с.
- Сельскохозяйственные машины : теория, расчет, конструкция, использование. Т.6. Машины для переработки сельскохозяйственной продукции. Кн.2 / соавт.: А. Н. Глобин и др.; Азово-Черномор. гос. агроинженер. акад. — Зерноград, 2012. — 530 с.
- РД-АПК 1.10.17.01-15. Методические рекомендации по технологическому проектированию предприятий по производству комбикормов: РД-АПК 1.10.17.01-15 / соавт.: В. Ф. Федоренко и др.; МСХ РФ. — М., 2015. — 104 с.
- Справочник фермера / соавт.: В. Н. Кузьмин и др. — 2-е изд., перераб. и доп. — М.: ФГБНУ «Росинформагротех», 2017. — 706 с.